# سيتيا
سيتيا (Σητεία) هي مدينة في لاسيثي في اليونان. وتقع جنوب اليونان

## المناخ
يظهر الجدول التالي التغييرات المناخية على مدار السنة لسيتيا:
| البيانات المناخية لـسيتيا | البيانات المناخية لـسيتيا | البيانات المناخية لـسيتيا | البيانات المناخية لـسيتيا | البيانات المناخية لـسيتيا | البيانات المناخية لـسيتيا | البيانات المناخية لـسيتيا | البيانات المناخية لـسيتيا | البيانات المناخية لـسيتيا | البيانات المناخية لـسيتيا | البيانات المناخية لـسيتيا | البيانات المناخية لـسيتيا | البيانات المناخية لـسيتيا | البيانات المناخية لـسيتيا |
| الشهر | يناير                     | فبراير                    | مارس                      | أبريل                     | مايو                      | يونيو                     | يوليو                     | أغسطس                     | سبتمبر                    | أكتوبر                    | نوفمبر                    | ديسمبر                    | المعدل السنوي             |
| --- | ------------------------- | ------------------------- | ------------------------- | ------------------------- | ------------------------- | ------------------------- | ------------------------- | ------------------------- | ------------------------- | ------------------------- | ------------------------- | ------------------------- | ------------------------- |
| متوسط درجة الحرارة الكبرى °ف (°م) | 60 (16)                   | 61 (16)                   | 65 (18)                   | 72 (22)                   | 81 (27)                   | 89 (32)                   | 93 (34)                   | 93 (34)                   | 87 (31)                   | 79 (26)                   | 70 (21)                   | 63 (17)                   | 76.083 (24.49)            |
| متوسط درجة الحرارة الصغرى °ف (°م) | 49 (9)                    | 47 (8)                    | 49 (9)                    | 53 (12)                   | 59 (15)                   | 65 (18)                   | 68 (20)                   | 69 (21)                   | 66 (19)                   | 62 (17)                   | 57 (14)                   | 52 (11)                   | 58 (14)                   |
| المصدر: <Meteoblue >"Simulated historical climate & weather data for Sitia". Climate Sitia (بالإنجليزية). Meteoblue. 2016. Archived from the original on 2016-09-18. Retrieved 2016-09-12. |                           |                           |                           |                           |                           |                           |                           |                           |                           |                           |                           |                           |                           |